# Woordenboek der Nederlandsche Taal

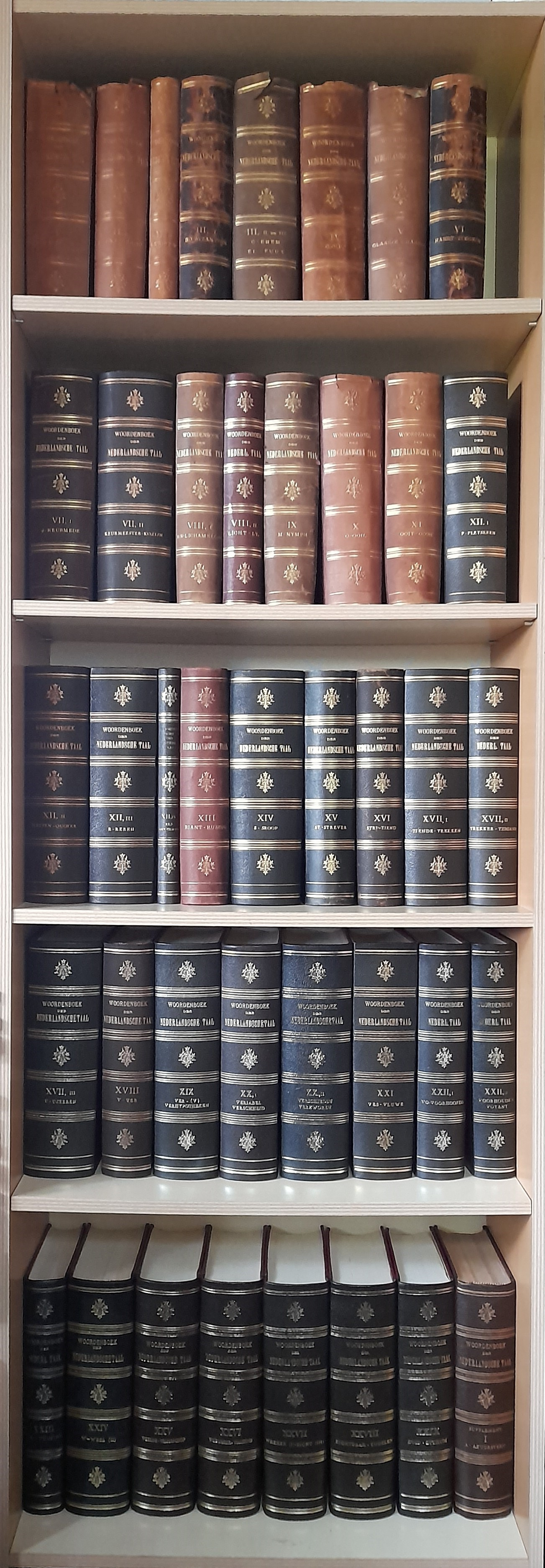
WNT

Woordenboek der Nederlandsche Taal (Slovník nizozemského jazyka, často zkracováno na WNT) je slovník nizozemštiny, nejrozsáhlejší tištěný slovník vůbec. Zahrnuje přes 430 000 hesel a obsahuje nizozemskou slovní zásobu od roku 1500 do roku 1921. Jeho tištěné vydání se skládá ze čtyřiceti tří svazků a skoro 50 000 stran. Slovník by vydáván průběžně mezi lety 1863 – 1998, v roce 2001 byly vydány další dodatky, obsahující novější nizozemská slova. V současnosti je slovník k dispozici výhradně v elektronické formě. Od 27. ledna 2007 je slovník dostupný online zdarma bez jakýchkoli omezení, je vyžadována pouze bezplatná registrace.